# S&W M37
Pour les articles homonymes, voir M37.
 (avril 2023).
Le S&W M37, surnommé Chiefs Special Airweight, est un revolver du fabricant américain Smith&Wesson. 

## Aspect
Le M37 est conçu à partir du M36, mais est allégé en utilisation un alliage d'aluminium. Lors de son introduction en 1951, il était entièrement en aluminium, incluent son barillet, et pesait alors seulement 305 grammes. Cependant, dû à de nombreux problèmes de fissuration sous le stress du tir, la production arrête après 3 777 unités. La production recommence en 1954, mais le barillet devient en acier au carbone,. 
Les premiers modèles était à cinq vis, mais conformément au M36, sont diminués à quatre. Le pontet est aussi élargi. La détente dentelée de 6 millimètres est remplacée par un détente lisse de 8 millimètres. En 1955, la structure avec une vis au dessus de la plaque latérale est remplacée pour une structure à trois vis,. 
En 1962, le percuteur subit quelques légers changements. L'épaisseur du verrou de pontet est agrandie en 1966. En 1988, est introduit le nouveau canon M37-1, avec un système de rétention amélioré. En 1990 le canon passe au M37-2, avec une largeur de visée élargie et la longueur du canon raccourcie.  En 1997 est introduit le M37-3 avec une nouvelle carcasse permettant l'utilisation de cartouches .38 Special +P plus puissantes,. 
Le modèle est finalement retiré en 2006 pour faire place au S&W M340PD (en), capable de supporter des cartouches .357 Magnum,. 

## Utilisation
En 1953, l'US Air Force a produit une version du modèle à quatre vis pour les équipages de bord, surnommé Aircrewman (ou Baby Aircrewman). La produit a arrêté à 609 armes, dû à son remplacement par une version modifiée du S&W M10. Les exemplaires survivants sont devenus extrêmement rares et sont très convoités des collectionneurs. 
En 2002, la police japonaise commande la version M37-2 du S&W M37. Cela est dû à l'arrêt de la production du New Nambu M60. L'entreprise spécialisée dans les composantes électroniques Minebea est devenue responsable de la modification de l'arme de poing, notamment en ajoutant une dragonne avec un anneau au niveau de la crosse. Au début de l'utilisation du M37 par la police, il a été remarqué que sa manipulation été difficile, puisqu'elle n'égalait pas la force du New Nambu M60.